# Tour Alto
Tour Alto je kancelářský mrakodrap nacházející se na předměstí Paříže, ve městě Courbevoie v obchodní čtvrti La Défense. Výstavba začala v září 2016 a zhotovena byla v roce 2020.
Budova je vysoká 160 m od země a 150 m od desky La Défense na východní straně fasády. Celkem má 38 podlaží a 4 podzemní. Má zaoblený tvar, budova se tak směrem nahoru postupně rozšiřuje (o 12 cm na každém podlaží), čímž vzniká více prostoru. Kvůli tomuto designu se výměra podlah pohybuje od 700 m2 po 1500 m2. Celkově pak disponuje prostorem o výměře 51 200 m2.

## Galerie

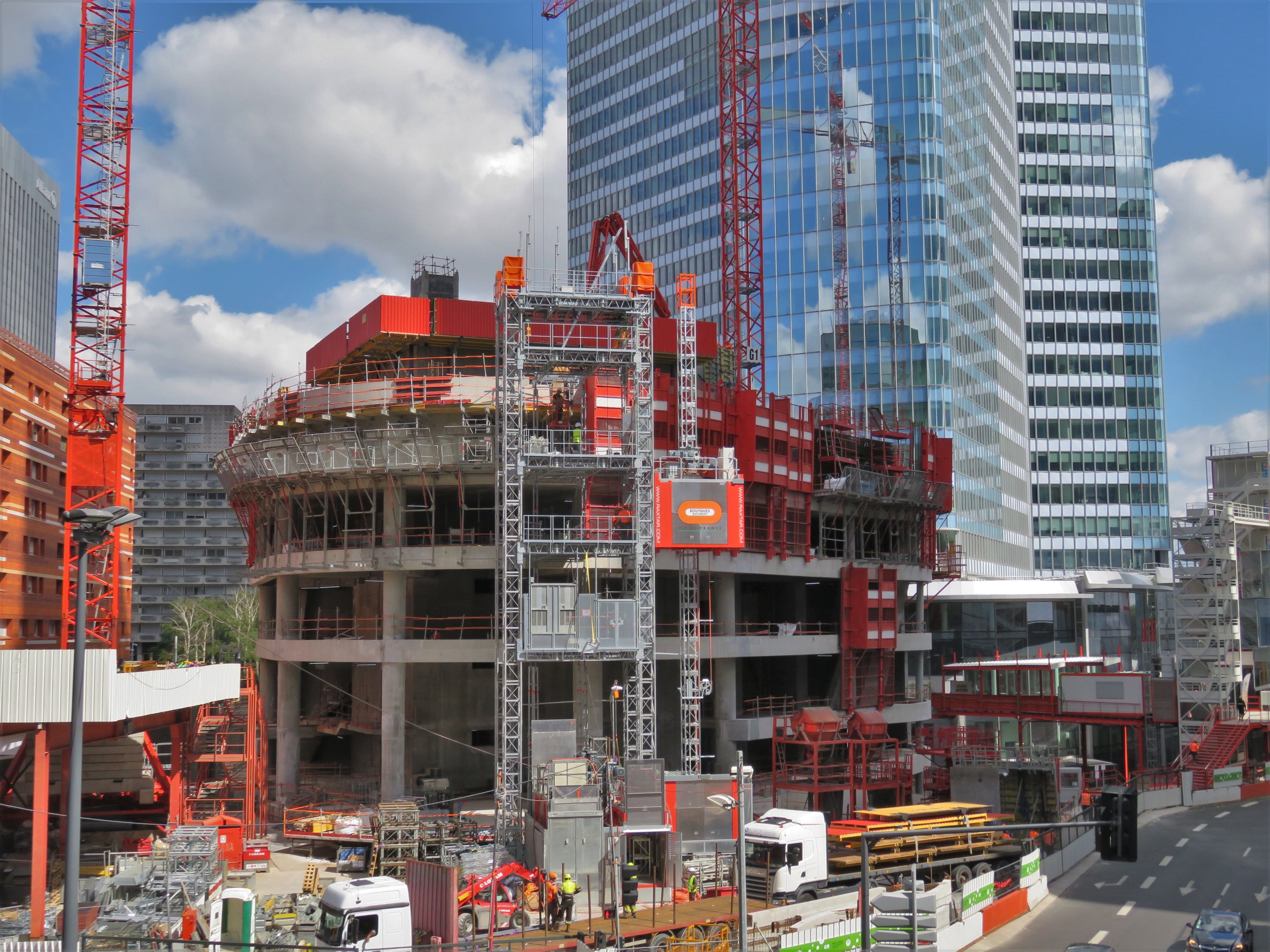
18. června 2018
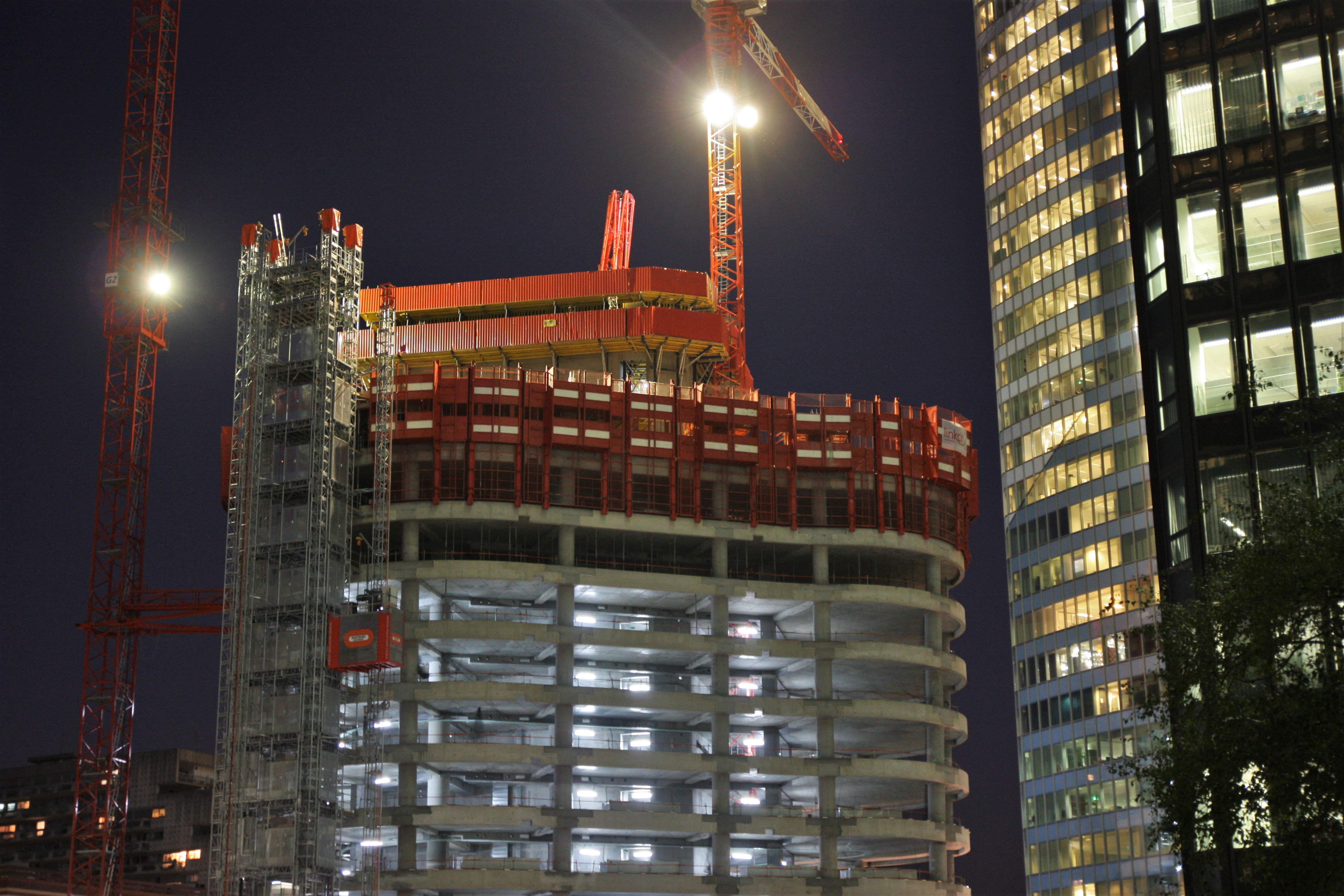
27. září 2018
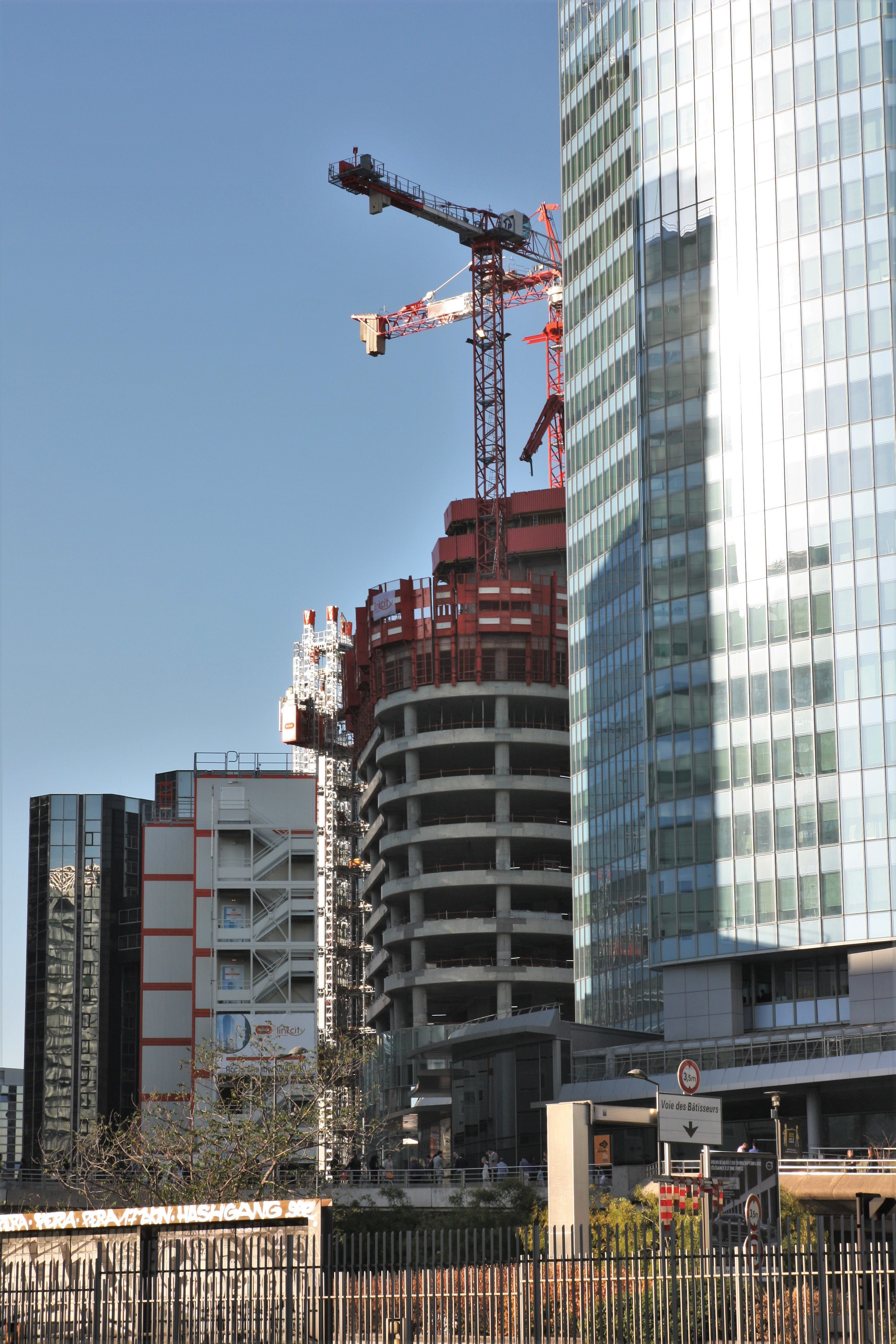
27. září 2018
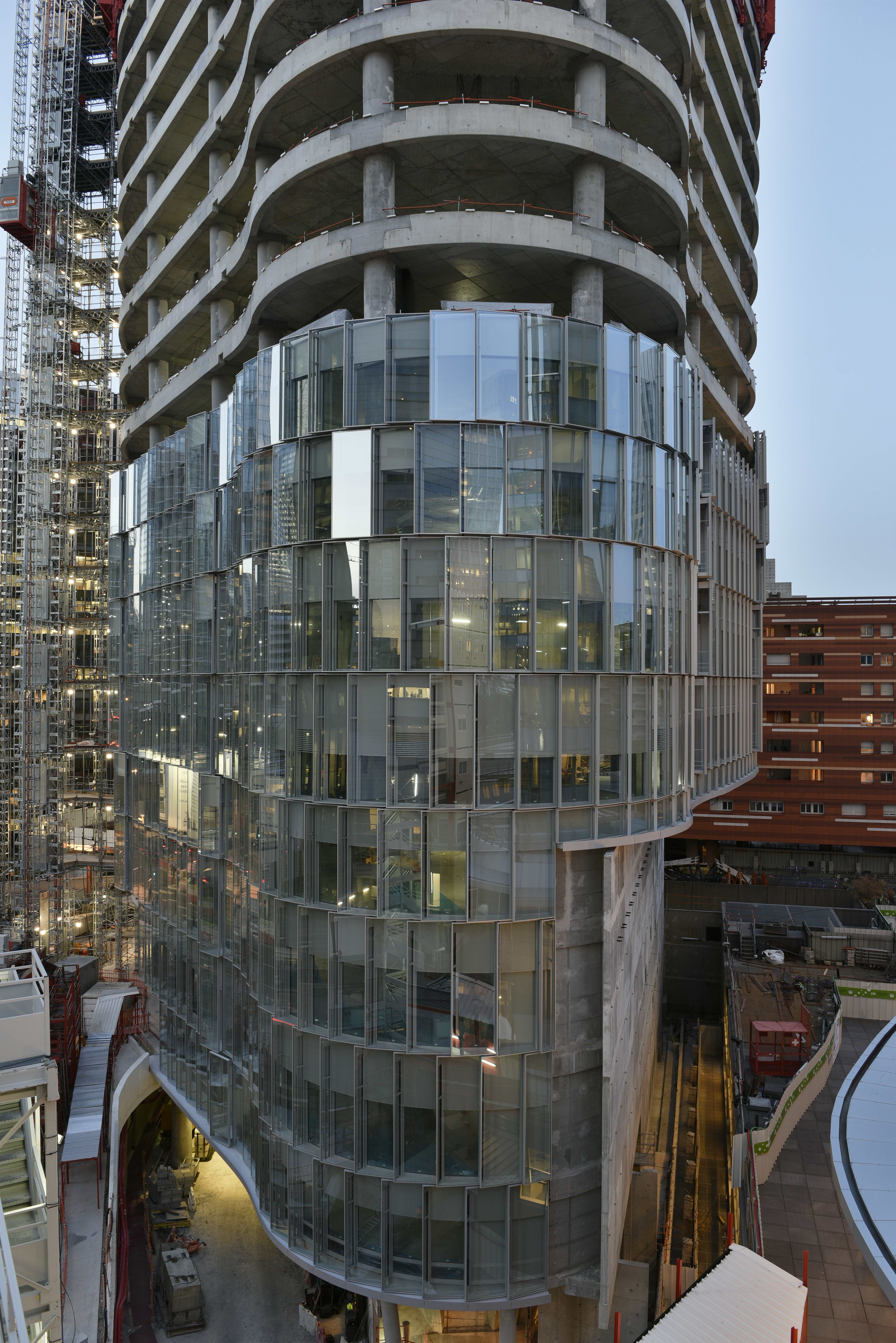
23. října 2018